# Horisme bretschneideri
Horisme bretschneideri là một loài bướm đêm trong họ Geometridae.